# Litoria nigrofrenata
Litoria nigrofrenata là một loài ếch thuộc họ Pelodryadidae.
Loài này có ở Úc, Papua New Guinea, và có thể cả Tây Papua ở Indonesia.
Môi trường sống tự nhiên của chúng là rừng khô nhiệt đới hoặc cận nhiệt đới, xavan ẩm, sông có nước theo mùa, đầm nước, đầm nước ngọt có nước theo mùa, và ao.
Chúng hiện đang bị đe dọa vì mất môi trường sống.